# Louis IV de Chiny
Louis IV de Chiny, dit le jeune, mort probablement à Cahors durant l'automne 1226, fut comte de Chiny de 1189 à 1226. Il était fils de Louis III, comte de Chiny, et de Sophie.
Il succéda en 1189 à son père mort en croisade, mais la tutelle fut assurée par sa mère et son oncle Thierry de Mellier en raison de son jeune âge. Majeur en 1220, il participa probablement à la croisade des Albigeois, où il mourut.
Dans l'hypothèse où son sextaïeul Otton Ier de Chiny est le fils d'Albert Ier de Vermandois, il serait alors l'un des derniers descendants en lignée patrilinéaire de Charlemagne et par conséquent l'un des derniers membres connus de la dynastie carolingienne.

## Mariage et enfants
Il avait épousé Mathilde d'Avesnes, fille de Jacques, seigneur d'Avesnes et de Condé, et d'Adèle, dame de Guise, veuve de Nicolas IV seigneur de Florennes-Rumigny, et sœur de Gautier II d'Avesnes, comte de Blois et de Chartres et de Bouchard d'Avesnes, ancêtre des comtes de Hainaut. Ils eurent :
- Jeanne (1205 † 1271), comtesse de Chiny, mariée à Arnoul IV (1210 † 1273), comte de Looz ;
- Agnès, dame de Givet et d'Abemont ;
- Isabelle, mariée à Othon III de Trazegnies, seigneur de Trasegnies (c'est la dame de Florenville-le-Château du Tournoi de Chauvency).

## Source
- Christian Settipani, La Préhistoire des Capétiens (Nouvelle Histoire généalogique de l'auguste maison de France, vol. 1), Villeneuve-d'Ascq, éd. Patrick van Kerrebrouck, 1993, 545 p. (ISBN 978-2-95015-093-6).